# Nakarmić kamień
Nakarmić kamień – książka poetycka Bronki Nowickiej z 2015 roku, laureatka Nagrody Literackiej „Nike” 2016.
Książka jest debiutem literackim autorki, została wydana przez wrocławskie wydawnictwo Biuro Literackie. Nowicka otrzymała za nią III nagrodę w XII Ogólnopolskim Konkursie Literackim „Złoty Środek Poezji” (2016) na najlepszy poetycki debiut książkowy roku 2015. W maju 2016 roku poinformowano, że Nakarmić kamień otrzymała nominację do Nagrody Nike, a 2 października 2016 ogłoszono, że została laureatką tej nagrody.